# Sitobion asirum
Sitobion asirum är en insektsart. Sitobion asirum ingår i släktet Sitobion och familjen långrörsbladlöss. Inga underarter finns listade i Catalogue of Life.